# Ульрихсен, Кьелл
Кьелл У́льрихсен (норв. Kjell Ulrichsen; род. 18 ноября 1944) — норвежский кёрлингист.
В составе мужской сборной Норвегии стал чемпионом на первом чемпионате Европы в 1975.

## Достижения
- Чемпионат Европы по кёрлингу: золото (1975).
- Чемпионат Норвегии по кёрлингу среди мужчин: золото (1971, 1972, 1975).

## Команды
| Сезон   | Четвёртый   | Третий      | Второй          | Первый          | Турниры           |
| ------- | ----------- | ----------- | --------------- | --------------- | ----------------- |
| 1970—71 | Кнут Бьонес | Свен Крокен | Пер Даммен      | Кьелл Ульрихсен | ЧМ 1971 (6 место) |
| 1971—72 | Кнут Бьонес | Свен Крокен | Пер Даммен      | Кьелл Ульрихсен | ЧМ 1972 (6 место) |
| 1975—76 | Кнут Бьонес | Свен Крокен | Хельмер Стрёмбо | Кьелл Ульрихсен | ЧЕ 1975           |

(скипы выделены полужирным шрифтом)